# لويد سكوت
لويد سكوت (بالإنجليزية: Lloyd Scott)‏ (13 أكتوبر 1961 في المملكة المتحدة - ) هو عداء مراثوني ولاعب كرة قدم بريطاني في مركز حراسة المرمى. لعب مع نادي بلاكبول ونادي ليتون أورينت.